# Adeje
Adeje is een gemeente in de Spaanse provincie Santa Cruz de Tenerife in de regio Canarische Eilanden met een oppervlakte van 106 km². Adeje telt 47.316 inwoners (1 januari 2016). De gemeente ligt op het eiland Tenerife.

## Toerisme
In het centrum van Adeje komt men - een steile weg omhoog achter de kerk - aan het beginpunt van een wandelpad, de Barranco del Infierno. Het is het tweede meest bezochte beschermde gebied op het eiland. Een populair wandelpad leidt door het ravijn naar de hoogste waterval van Tenerife. De toegang tot de kloof wordt gecontroleerd met een beperking van 300 dagelijkse bezoekers. Het is niet toegestaan voor kinderen onder de 5 jaar en kinderen onder de 18 jaar moeten worden begeleid door een volwassene. Reserveren kan online[dode link]. Het pad was om veiligheidsredenen gesloten na een dodelijk ongeval in 2009 en opnieuw op 26 oktober 2015, maar werd heropend op 10 februari 2016. De grootste verandering is het verplicht dragen van een valhelm. Momenteel is het helemaal tot het einde open, behalve op regenachtige en winderige dagen en er zijn extra veiligheidsmaatregelen geïmplementeerd. Het pad duurt ongeveer drie en een half uur, tussen de heen- en terugreis, en de totale route is ongeveer 6,5 km met een hoogteverschil van 200 m.
De Costa Adeje is een groot toeristisch gebied in Adeje. In 2006 trok het gebied zo'n 2 miljoen toeristen. Het gebied ligt langs 4 kilometer aan stranden, waarvan ongeveer 9 stranden geschikt zijn om te zwemmen. De meeste stranden zijn van lavazand, net als de oorspronkelijke bodem.
Pas eind jaren 1990 werd Costa Adeje een waar toeristenoord. Veel hotels waren bezig met bouwactiviteiten, ook de winkelcentra waren vaak nog in aanbouw.
In Costa Adeje ligt het waterattractiepark Siam Park. Via de boulevard is het mogelijk te wandelen naar het naastgelegen toeristengebied Playa de las Américas in de gemeente Arona.
|  |  |

## Demografische ontwikkeling
Bron: INE; 1857-2011: volkstellingen
Adeje · Arafo · Arico · Arona · Buenavista del Norte · Candelaria · Costa del Silencio · Fasnia · Garachico · Granadilla de Abona · La Guancha · Guía de Isora · Güímar · Icod de los Vinos · La Matanza de Acentejo · La Orotava · Puerto de la Cruz · Los Realejos · El Rosario · San Cristóbal de La Laguna · San Juan de la Rambla · San Miguel de Abona · Santa Cruz de Tenerife · Santa Úrsula · Santiago del Teide · El Sauzal · Los Silos · Tacoronte · El Tanque · Tegueste · La Victoria de Acentejo · Vilaflor de Chasna